# Adrian Lulgjuraj
Adrian Lulgjuraj (černohorsky Adrijan Ljuljđuraj, Адријан Љуљђурај, albánsky Adrian Lulgjuraj; * 19. srpna 1980 Ulcinj) je albánský zpěvák z Černé Hory.
Spolu s Bledarem Sejkem reprezentoval Albánii na Eurovision Song Contest 2013 v Malmö s písní „Identitet“, která se ale nekvalifikovala do finále.

## Biografie
Narodil se v přímořském městě Ulcinj, nejjižnějším městě Černé Hory. Později se přestěhoval do hlavního města Albánie, Tirany. Ačkoli vyrůstal v majoritně albánském městě, tak se zapojoval do projektů a festivalů po celé Černé Hoře.
Svou kariéru začal v roce 2011. Ve stejném roce se zúčastnil Eurovision Song Contest 2011 jako vokalista zpěvačky Aurely Gače.
Je známý pro svou charitativní činnost a originálními žánry v hudbě. Adrian vešel do albánského hudebního průmyslu v roce 2010, participací v různých televizních show a hudebních festivalech. V roce 2012 obdržel prestižní ocenění Top Fest Awards v nominaci Nejlepší zpěvák Albánie k písni „Evoloj“. Byl členem několika rockových a alternativních kapel, například The Sexy Very Much Band, Art Trio Band či Geneation 5. Adrian byl také pomocným trenérem v soutěži Hlas Albánie.

## Diskografie
- 2011: „Të mori një det“
- 2012: „Identitet“ (ft. Bledar Sejko)
- 2012: „Evoloj“